# Валлийская национальная опера
Валлийская национальная опера (валл. Opera Cenedlaethol Cymru, англ. Welsh National Opera, сокр. WNO) — валлийская оперная труппа базирующаяся в Кардиффе.

## История и деятельность
Хоровое пение становилось популярным в Уэльсе в XIX веке, в основном из-за того, что фестивали Эйстетвод стал символом культуры страны. Первая валлийская национальная оперная труппа была сформирована в 1890 году. Она представляла оперы валлийского композитора Джозефа Парри в Кардиффе и других местах Уэльса. Труппа, в основном любительская, с некоторыми профессиональными приглашенными певцами с лондонской сцены, показывала его произведения «Blodwen» и «Arienwen» в 1878 и 1890 годах соответственно. Предполагалось турне по Америке, но труппа прекратила своё существование в 1902 году показом в Кардиффе оперы Джозефа Парри «The Maid of Cefn Ydfa».
В период с 1924 по 1934 год в Кардиффе работало существовало Cardiff Grand Opera Society. Оно представляло недельные ежегодные сезоны популярных опер, включая «Фауст», «Кармен» и «Трубадур», и, как предшествующая труппа, она была в основном любительским коллективом с профессиональными приглашенными директорами. Также в Уэльсе в конце XIX − начале XX веков работали гастролирующие труппы из Англии.
В 1930-е годы Идлоэс Оуэн, учитель пения и дирижёр, руководил в Кардиффе любительским хором Lyrian Singers. В ноябре 1941 года, вместе с Джоном Морганом — бывшим баритоном из Carl Rosa Opera, и его невестой Хеленой Хьюз Браун, Идлоэс Оуэн решил основать Lyrian Grand Opera Company, став дирижёром коллектива, где секретарём была назначена Хелена Браун. Обнародовав план своих мероприятий, они провели в декабре 1943 года общее собрание потенциальных сторонников, на котором название организации было изменено на Welsh National Opera Company. В январе 1944 года состоялись первые репетиции труппы. Оуэн нанял местного бизнесмена Билла Смита (Bill Smith, 1894—1968) в качестве главного менеджера. Смит стал с 1948 года влиятельным лицом коллектива, ведущим сборщиком средств и председателем совета директоров в течение следующих двадцати лет.
Новая труппа дебютировала в Кардиффе в Театре принца Уэльского 15 апреля 1946 года с двойным выступлением — операми «Сельская честь» и «Паяцы». Оркестр был профессиональным, в основном из участников Уэльского национального оркестра Би-Би-Си; все певцы труппы были любителями, за исключением Тюдора Дэвиса — тенора, хорошо известного по Ковент-Гардену и Английской национальной опере. Затем в течение недельного сезона выступлений новая труппа также поставила «Фауста» с Дэвисом в главной роли. Первый сезон принёс небольшие убытки, так как расходы на профессиональный оркестр, а также прокат костюмов и декораций, превысили кассовые сборы. Финансы оставались повторяющейся проблемой труппы в последующие десятилетия. В 1948 году сезон в Кардиффе был продлен с одной недели до двух. В следующем году компания дала свои первые выступления в Суонси. К этому времени в составе труппы было уже 120 исполнителей и компания расширил свой репертуар, включив в него «Кармен», «Травиату», «Мадам Баттерфляй», «Сказки Гофмана», «Проданную невесту» и «Летучую мышь».

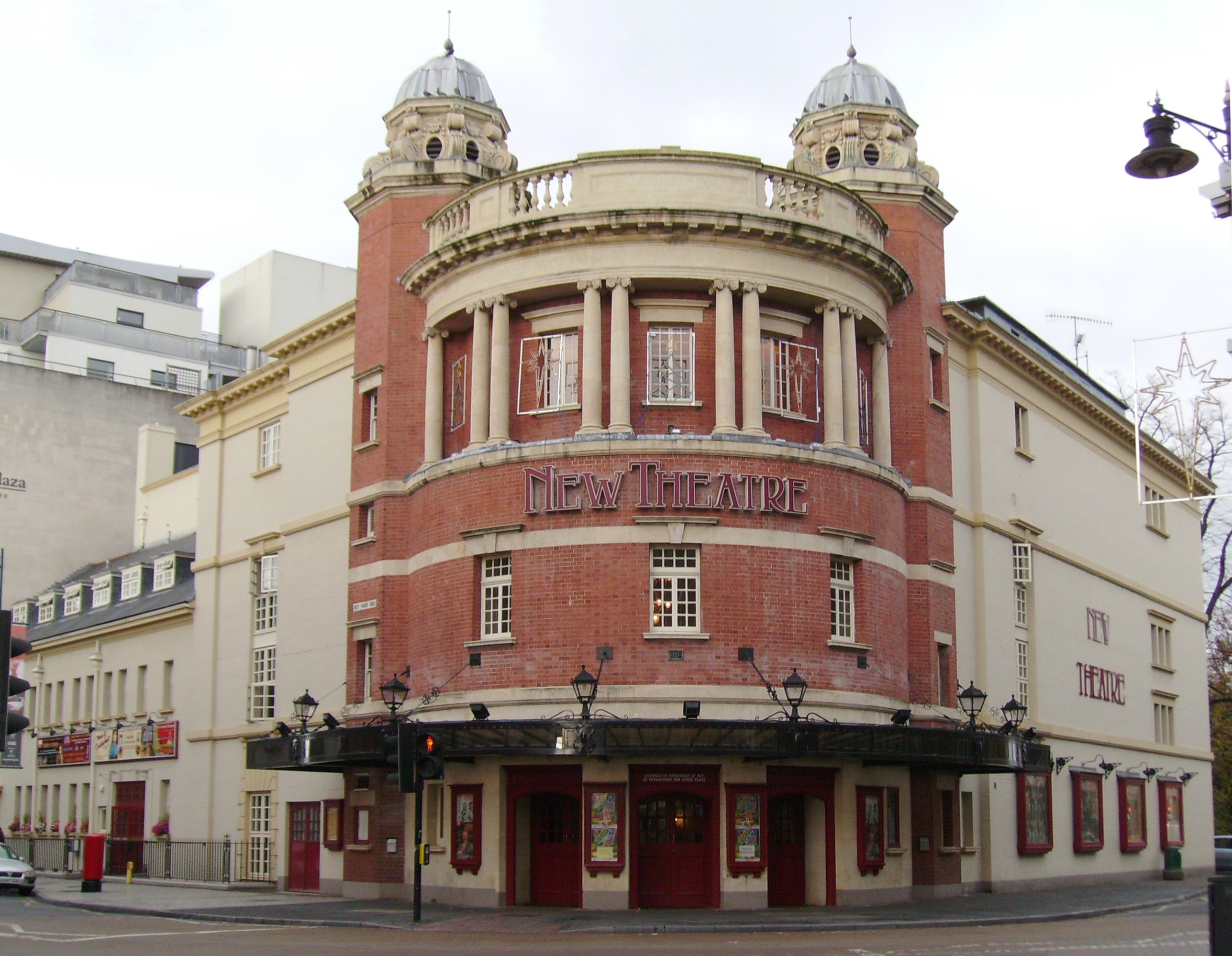
Кардиффский Новый театр

В 1952 году оперная компания переместила свою площадку в кардиффский Sophia Gardens Pavilion, построенный для Фестиваля Британии, с Борнмутским симфоническим оркестром, заменив предыдущий оркестровый ансамбль. Два года спустя труппа переехала в Новый театр, где работала на протяжении следующих пятидесяти лет. К середине 1950-х годов профессиональные певцы играли ведущие роли в большинстве постановок Валлийской национальной оперы.
В течение 1960-х годов компания продолжала расширять свой репертуар. В 1962 году состоялись первые постановки «Лоэнгрин» Вагнера и «Свадьба Фигаро». Продолжался постепенный переход от любительской к профессиональной труппе. В конце 1960-х годов круглогодично работающая опера состояла из 8 основных певцов, 57 приглашенных солистов, а также хора из 90 любителей и 32 профессионалов. Валлийская национальная опера имела также собственную программу обучения молодых певцов.
В 1970 году опера прекратила сотрудничество с Борнмутским симфоническим оркестром и основал свой собственный, сначала известный как Welsh Philharmonia. Три года спустя хор национальной оперы стал полностью профессиональным. Велось и дальнейшее расширение репертуара. Оперная компания начала гастролировать по Европе, дав представления в Швейцарии, Испании и Англии. Принимала участие в оперных фестивалях, в их числе в Amoco Festival of Opera в лондонском театре «Доминион». Среди приглашенных артистов, которые работали в национальной опере в эти годы, были актёры Тито Гобби, Элизабет Сёдерстрём и Энн Эванс, а также дирижёры Джеймс Ливайн и Реджинальд Гудолл. В конце этого десятилетия Валлийская национальная опера объединилась с базирующейся в Кардиффе Welsh Drama Company, став Welsh National Opera and Drama Company.
В 1980-е годы под последовательным руководством Ричарда Армстронга, Брайана Макмастера и Чарльза Маккерраса, который работал в опере более тридцати лет. Он Маккеррас был ярым сторонником исполнения оперных произведений на языке оригинала с суртитрами, проецируемыми над сценой или отображаемыми на экране.
Финансовый кризис нового тысячелетия привел к сокращению штата оркестра и сокращению гастрольного графика. После открытия Уэльского миллениум-центра, он стал с 2004 года базой для Валлийской национальной оперы. Оперные представления даются в зале на 1900 мест, также имеются репетиционные помещения. В 2000-х годах опера давала более 120 спектаклей в год с репертуаром, в основном, из восьми полномасштабных опер. Ежегодно её постоянная аудитория составляла более 150 000 человек. В сентябре 2015 года национальная опера объявила о назначении Томаша Хануса (Tomáš Hanus) своим следующим музыкальным директором с сезона 2016/17 годов.
Записи Валлийской национальной оперы можно послушать на пластинках и компакт-дисках.